# Коляда (мифология)
Коляда́ (от лат. calendae «первый день месяца») — славянский фольклорный персонаж, олицетворение новогоднего цикла. Название Сочельника и Святок в русской народной традиции, а также святочных обходных обрядов и сопровождающих их песен. В отдельных случаях Коляда — это существо, которым взрослые пугали детей и бранное слово.
В большинстве колядок Коляда осмысляется как существо женского рода.
А. Ф. Журавлёв, критикуя слова А. Н. Афанасьева о том, что Коляда в древности была славянской богиней, пишет:

Многочисленные персонификации Коляды как Рождества и зимнего солнцеворота ещё не дают оснований для утверждения о существовании у древних славян особого божества в женском воплощении, связанного с годовым переломом. Подобные олицетворения, приуроченные к различным календарным узлам (Масленица и её западные аналоги и проч.), широко распространены у многих европейских народов.

## В современной культуре
- Песня фолк-группы Иван Купала — «Коляда»[4].
- Песня пэган-группы Аркона — «Коляда»[5].
- Песня группы «Ветер Воды» — «Коляда»